# Pedro Piernas
Pedro Joseph Piernas était un militaire espagnol qui a exercé ses fonctions comme commandant (1768) et lieutenant-gouverneur du Pays des Illinois (entre 1770 et 1775).

## Biographie
Piernas de Pedro s'est joint à l'armée espagnole dans sa jeunesse, en 1747, lieu où il a été élevé aux grades de capitaine d'infanterie, colonel, commandant et lieutenant. Bien qu'apparemment Piernas soit déjà allé en Haute-Louisiane en 1768, il est arrivé à Saint-Louis le 10 mars 1769  et fut nommé lieutenant-gouverneur de l'Illinois, par Alejandro O'Reilly, en août dernier. Le gouverneur français de la Haute-Louisiane, Saint Ange, a transféré le contrôle formel de la région à Piernas le 20 mai 1770, et Saint Ange a été nommé l'assistant de Piernas et conseiller spécial des affaires amérindiennes. En outre, également devenu Louis St. Ange de Bellerive, ancien commandant de la forteresse, un capitaine d'infanterie au service de Couronne et il a toujours maintenu des relations amicales avec lui. Pedro Piernas assuma la charge de lieutenant-gouverneur de la Louisiane espagnole supérieure, mais il fut mal perçu par la population franco-louisianaise qui rejeta le pouvoir espagnol (la Louisiane était française jusqu'en 1763, quand la colonie passa aux mains espagnoles après sa défaite dans la guerre de Sept Ans). La Louisiane  demeura soumise aux lois coloniales françaises et espagnoles. Alors, il commença à travailler pour réconcilier la population de la province avec le gouvernement espagnol et éliminer leurs préjugés. Bien qu'il ait très peu changé au sein du gouvernement de la colonie, il a présenté quelques nouveaux règlementations, qui ont profité à la population de la province, qui a permis après quelques mois, à la population d'accepter le gouverneur Piernas.
En outre, il a nommé un Français comme arpenteur, Martin Duralde, permettant ainsi à déterminer correctement les lignes des subventions diverses et établi une preuve concluante de ses frontières. La nomination d'un français comme arpenteur était inattendue et fortement soutenu par la population. En outre, Piernas a déclaré publiquement tous les dons qu'il avait fait, et qui a été fait sans aucune autorité légale. Ces actes de puissance et l'absence des choses telles que l'oppression ou l'incorporation de beaucoup de gens Français dans de nombreux bureaux de subordonnés, ils sont la majorité des gens qui y travaillent, ont favorisé le soutien de la population au nouveau gouverneur espagnol.
En 1772, il a tenté de garder les Osages et les Missouris sous contrôle, et il a suspendu tout commerce avec eux. C'est alors que les marchands britanniques du Canada ont commencé à  échanger avec eux. En 1773, Piernas a envoyé Pierre Laclède et une troupe de quarante hommes, qui ont capturé l'équipage du marchand britannique Jean-Marie Ducharme, de marchandises et de fourrures, mais qui s'est échappé et s'est enfui au Canada.
En outre, il a suspecté et refusé que les Amérindienscommercent avec les Français, avec lesquels il entretenaient des relations de respects et d'échanges, ce qui a causé chez les Amérindiens des envies de vengeance. Ainsi, un chef Shawnee est venu à Saint-Louis, invité par Piernas, faire un traité de paix dans le village de colons français et canadiens de Sainte Geneviève et ainsi créer une barrière entre Saint-Louis et les tribus ennemies de l'Ouest. Il a appelé un membre de la tribu Osage pour lutter contre Piernas, mais il a été poignardé au cœur et enterré dans le monticule d'où le tas actuel rue porte son nom. Piernas a emprisonné le chef Shawnee en 1773. En 1774, une petite prison fut construite sur ordre de Piernas contre la maison de Pierre Laclède, comme le quartier général du commerce et de résidence. Il a aussi construit une petite chapelle pour remplacer la tente qui a été officiellement utilisée pour les services et encourager un frère capucin, père Valentin, à vivre dans le village comme leur cure de résidence principale. Lui et sa femme avaient une nouvelle cloche pour la nouvelle église, baptisée « Pierre Joseph félicité. »
Piernas a quitté sa fonction de lieutenant-gouverneur de l'Illinois en 1775, étant remplacé par le colonel François Cruzat, quand il est allé à La Nouvelle-Orléans, avec la faillite de Tallier affaire. Piernas est sans doute à Bernardo de Gálvez, vice-roi de Nouvelle-Espagne dans ce temps, à l'appui de son vieil ami, François Vallé.

## Vie personnelle
Il épousa une dame française du nom de Portneuf, qui contribua beaucoup à la popularité de l'ancien lieutenant-gouverneur. Sa maison était un des premiers construits à Saint-Louis.